# Ириб, Поль
Поль Ириб (фр. Paul Iribe; настоящее имя Поль Ирбе, 8 июня 1883 — 21 сентября 1935) — французский иллюстратор, дизайнер, график и издатель, один из основоположников стиля арт-деко. Он стал известен благодаря своей работе в моде, графическом дизайне и издательском деле. Ириб также был известен своим сотрудничеством с Коко Шанель и созданием визуального языка для дома Шанель.

## Биография

### Ранние годы
Поль Ириб родился в Антибе, на юге Франции, в 1883 году. Он был сыном скромного учителя и в раннем возрасте проявил интерес к искусству и дизайну. Ириб изучал живопись и графику в Парижской школе изящных искусств и быстро начал свою карьеру как карикатурист и иллюстратор.

### Карьера в моде и графическом дизайне
С начала 1900-х годов Ириб стал работать для ведущих французских модных журналов. Он сотрудничал с журналом La Gazette du Bon Ton, создавая иллюстрации, которые помогли ему утвердить свой статус в мире моды. Его работы выделялись элегантностью линий и утонченностью форм.
Ириб также работал с известными дизайнерами того времени, такими как Поль Пуаре, для которого он создавал рекламные иллюстрации и эскизы одежды. Его стиль сочетал роскошные материалы, такие как шелк и бархат, с футуристическими формами, что сделало его одним из ключевых фигур в развитии французского стиля арт-деко.

### Издательская деятельность
В 1910 году Ириб основал собственное издательство, через которое публиковал сатирические работы и иллюстрированные книги. Его издания часто имели политическую окраску, в частности его работа Le Mot, в которой он сотрудничал с такими фигурами, как Жан Кокто и Жорж Брак.

### Сотрудничество с Коко Шанель
Ириб был в романтических отношениях с Коко Шанель в последние годы своей жизни. Он стал не только её партнером в жизни, но и создателем визуального стиля, который был связан с её модным домом. Вместе они разрабатывали дизайн ювелирных изделий и мебели для интерьеров, в которых сочетались классические формы с модернистскими элементами.

### Влияние и наследие
Ириб был одним из тех художников, которые сформировали визуальный язык французской моды и искусства в первой половине XX века. Его работы до сих пор высоко ценятся за их новаторский характер и утонченность. Влияние Ириба прослеживается не только в графическом дизайне, но и в ювелирном деле, мебельном искусстве и даже в театральных постановках.

### Личная жизнь и смерть
В 1911 году Ириб женился на актрисе и эстрадной артистке Жанне Дирис. В том же году, в театральной постановке «Младший из Курта», она носила ювелирное украшение, которое Ириб разработал в 1910 году — роскошную брошь в виде эгретки, инкрустированную изумрудом и жемчугом. Они развелись в 1918 году.
Второй женой Ириба была Мэйбелл Хоган, которая ранее была замужем за Фрэнсисом С. Коппикусом, театральным и музыкальным менеджером. У них было двое детей: Пабло (родился в 1920 году) и Мэйбелл (родилась в 1928 году). Они расстались в 1928 году из-за связи Ириба с Коко Шанель.
К 1933 году друзья Шанель и Ириба были уверены, что они помолвлены и что свадьба была неизбежна.
Ириб был страстным сторонником искусства во всех его проявлениях и вел активную общественную жизнь. Он погиб в возрасте 52 лет во время игры в теннис на вилле Коко Шанель в Рокебрюн-Кап-Мартен.